# K-Rino
K-Rino (* 9. September 1970), eigentlich Eric Kaiser, ist ein US-amerikanischer Rapper aus Houston.

## Biografie
K-Rino begann 1984 mit dem Rappen. Zwei Jahre später veröffentlichte er unter dem Namen Real Chill seine erste 12″, die den Titel Rockin’ it trägt. Zur Zeit der Entstehung des Tonträgers besuchte der Rapper die Sterling High School im South Park von Houston und lebte in einem Problemviertel, dessen Bevölkerungsanteil zu 81 % aus Afroamerikanern besteht. Nach dem Schulabschlusses bildete er zusammen mit seinem Schulfreund Dope-E die Formation C.O.D.
Der wirkliche Grundstein der Karriere von K-Rino wurde 1993 mit der Veröffentlichung seines Debütalbums Stories from the black book gelegt. Die Platte von K-Rino, dem die Kritiker Wortwitz und Ideenreichtum attestierten, zeichnete sich durch die Mischung aus Hardcore-Rap und differenzierter Sozialkritik aus.
K-Rino bekam zur Zeit der Entstehung seines Debüts Unterstützung von Mitgliedern der South Park Coalition (S. P. C.), einer lokalen Rapgruppe. Der feste Bezugspersonenstamm bestehend aus Ganxsta Nip, Point Blank und den Terrorists sowie Rappern aus dem Umfeld Houstons wie Z-Ro und Trae bildete sich bereits Ende der 80er Jahre, sodass ein Kollektiv bestehend aus lokalen Rappern, die sich um K-Rino formierten, entstand.
Wechselseitige Gastauftritte auf Alben innerhalb des Kollektivs waren Folge dieser Entwicklung. Zur Knüpfung von Kontakten und Pflege der Freundschaften unter den Mitgliedern wurden in den folgenden Jahren S. P. C. Weekends veranstaltet.
K-Rino bezeichnete sich selbst als „Sonne“ der S. P. C.s, da er die Gruppe, die auch als Auffangbecken für Drogenverkäufer und anders kriminell gewordenen Menschen diente, aus der Mitte heraus zusammenhalten musste.
Bis 2002 veröffentlichte Rino vier Soloalben, 2002 folgte das erste Album der South Park Coalition mit dem  Titel Personal Vendetta. Kommerziellen Erfolg erzielte K-Rino damit nicht. Er entschloss sich dazu, das Label Black Book Entertainment zu gründen.
Seit 2004 hat der Texaner vierzehn Alben veröffentlicht. Trotz des hohen Outputs bedient K-Rino ein hohes Themenspektrum und wechselt auf seinen Alben zwischen verschiedenen Stilrichtungen.
Mittlerweile hatte der Houstoner auch diverse Auftritte in Europa und arbeitet auch eng mit europäischen Künstlern zusammen.
Am 17. April 2007 erschien das von vielen „als bestes“ Album bezeichnete Book Number 7. Auf diesem Album befinden sich unter anderem Produktionen des Berliners Keyza Soze. K-Rino veröffentlichte im Jahre 2008 vier Alben, darunter die Trilogie Triple Darkness 1–3 sowie das darauffolgende The Blood Doctrine, welches ebenfalls Produktionen von Keyza Soze enthält. Im November 2009 erschien Solitary Confinement, welches zusammen mit dem für den britischen Markt konzipierten Best-of-Album Speed Of Thought sein bereits zweites Album im Jahr 2009 ist.
K-Rinos neuestes Album erschien im Januar 2011 unter dem Titel Alien Baby.
Die bereits mehrfach angekündigte Fortsetzung zum K-Rino/Dope-E Collabo-Album C.O.D., ist nunmehr seit April 2011 in einer limitierten Auflage unter dem Namen „C.O.D.“ 2nd Edition erhältlich. Bei den Album-Tracks handelt es sich ausnahmslos um zuvor nichtveröffentlichtes Material aus dem Jahre 2006.
Im August erschien mit „The Day Of The Storm“ K-Rinos zweites Studioalbum des Jahres 2011.
2012 meldet sich K-Rino mit zwei Studio-Alben zurück. Nach dem lyrisch sehr inspirierenden Deeper Elevation, folgt im September das 17 Tracks starke 80 Minute Eternity. THE MAVEN war im Jahre 2013 K-Rinos erste Album-Veröffentlichung. Unter den 17 Tracks befindet sich mit dem 5en Teil auch wieder die Fortsetzung der aus diversen Vorgängeralben bekannten "Flow Session No..."-Songs. Für September 2013 ist K-Rino's neustes Album "The Rapeutic" angekündigt, welches zeitgleich und für die Fans überraschend, zusammen mit "Plantation Rebellion", einem weiteren K-Rino Release, veröffentlicht wurde. Anfang Januar 2014 veröffentlichte East-Coast Legende DJ Premier eine Liste seiner "Top 20 Songs Of 2013", in welcher er K-Rinos "Antagonistic Radio" (Rapeutic) auf Platz 12 wählte.

## Diskografie

### Alben
- 1993: Stories from the Black Book
- 1995: Danger Zone
- 1998: K-Rino
- 2000: No Mercy
- 2002: Personal Vendetta (S. P. C.)
- 2003: Ten Year Run (Greatest Hits)
- 2003: Packin’ Heat (S. P. C.)
- 2004: Family Bizness (S. P. C.)
- 2004: The Majority Report (K-Rino, Dope-E, Lil' Lo)
- 2004: The Hit List
- 2005: Fear No Evil
- 2005: Worst Rapper Alive
- 2006: Time Traveller
- 2006: The Head Hunters (S. P. C.)
- 2007: Book Number 7
- 2008: Triple Darkness Vol. 1: Wreck Time
- 2008: Triple Darkness Vol. 2: The Lyrics
- 2008: Triple Darkness Vol. 3: Coalition Ambush
- 2008: The Blood Doctrine
- 2009: Speed of Thought
- 2009: Solitary Confinement
- 2010: Annihilation of the Evil Machine
- 2011: Alien Baby
- 2011: The Day of the Storm
- 2012: Deeper Elevation
- 2012: 80 Minute Eternity
- 2013: The Maven
- 2013: theRAPeutic
- 2013: Plantation Rebellion
- 2014: Deprogrammed
- 2015: Makin' Enemies
- 2016: Universal Curriculum (The Big Seven #1)
- 2016: Conception of Concept (The Big Seven #2)
- 2016: Enter the Iron Trap (The Big Seven #3)
- 2016: Wizard's Ransom (The Big Seven #4)
- 2016: American Heroes (The Big Seven #5)
- 2016: Welcome to Life (The Big Seven #6)
- 2016: Intervention (The Big Seven #7)
- 2017: Rapz 'n' Beatz (with DLP)
- 2017: Funk Out the Bag (with Abdul Mack)
- 2018: Mightier Than the Sword
- 2019: Lightning Language (The 4-Piece #1)
- 2019: Then and Now (The 4-Piece #2)
- 2019: Three Weeks Later (The 4-Piece #3)
- 2019: The S-Project (The 4-Piece #4)
- 2019: Mind Vision
- 2020: A Long Short Way
- 2021: A Blessing and a Burden
- 2023: Audio Optics
- 2023: Seven Hour Block (with Trajic)

### Singles / EPs
- 1986: Rockin’ it (als Real Chill)
- 1990: Cummin’ out Doggin’ (C. O. D.)
- 1993: Cartoon Orgie / Tied In